# Lappön
Lappön är en förhållandevis stor ö i Lule skärgård. Ön är belägen norr om Hindersön. 
På Lappön finns Renmålaberget vars höjd är 30 meter över havet. Berget och området runt detta blev naturreservat 1995. Ön ingår i Natura 2000 sedan 2007. Här finns flera hotade arter som är beroende av skog som inte påverkats av skogsbruk, så kallad gammalskog.